# Rattan
La ville de Rattan est située dans le comté de Pushmataha, dans l’État d’Oklahoma, aux États-Unis. Lors du recensement de 2000, elle comptait 241 habitants.

## Source
- (en) Cet article est partiellement ou en totalité issu de l’article de Wikipédia en anglais intitulé « Rattan, Oklahoma » (voir la liste des auteurs).